# Х̄
Ne doit pas être confondu avec la lettre latine x macron (X̄, x̄).
Cette page contient des caractères spéciaux ou non latins. S’ils s’affichent mal (▯, ?, etc.), consultez la page d’aide Unicode.
Le kha macron (capitale Х̄, minuscule х̄) est une lettre de l’alphabet cyrillique qui a été utilisée dans l’écriture de l’akhvakh ou dans la transcription de l’hébreu en russe. Elle est composée d’un kha avec un macron.

## Utilisations
Le kha macron est utilisé dans l’écriture du chamalal dans le dictionnaire chamalal-russe de , dans l’écriture du bagwalal dans la dictionnaire bagwalal-russe de Magomedova et dans l’écriture de l’akhvakh dans le dictionnaire akhvakh-russe de Magomedova et Abdulaeva.
Le kha macron est utilisé pour translittérer le he hébreu ‹ ה ›, par exemple dans ‹ Аврах̄ам › (אַבְרָהָם), dans plusieurs volumes de l’encyclopédie Judaica abrégée en russe.

## Représentation informatique
Le kha macron peut être représenté avec les caractères Unicode suivants (cyrillique, diacritiques) :
| formes    | représentations | chaînes de caractères | points de code | descriptions                                       |
| --------- | --------------- | --------------------- | -------------- | -------------------------------------------------- |
| capitale  | Х̄               | Х◌̄                    | U+0425 U+0304  | lettre majuscule cyrillique kha diacritique macron |
| minuscule | х̄               | х◌̄                    | U+0445 U+0304  | lettre minuscule cyrillique kha diacritique macron |